# Sphenomorphus celebense
Sphenomorphus celebense är en ödleart som beskrevs av  Müller 1894. Sphenomorphus celebense ingår i släktet Sphenomorphus och familjen skinkar. Inga underarter finns listade i Catalogue of Life.